# Никон (Лалков)
Епископ Никон (в миру Ненко Петров Лалков; 13 апреля 1931, Беловица — 25 февраля 2002) — епископ Болгарской православной церкви, епископ Агатопольский.

## Биография

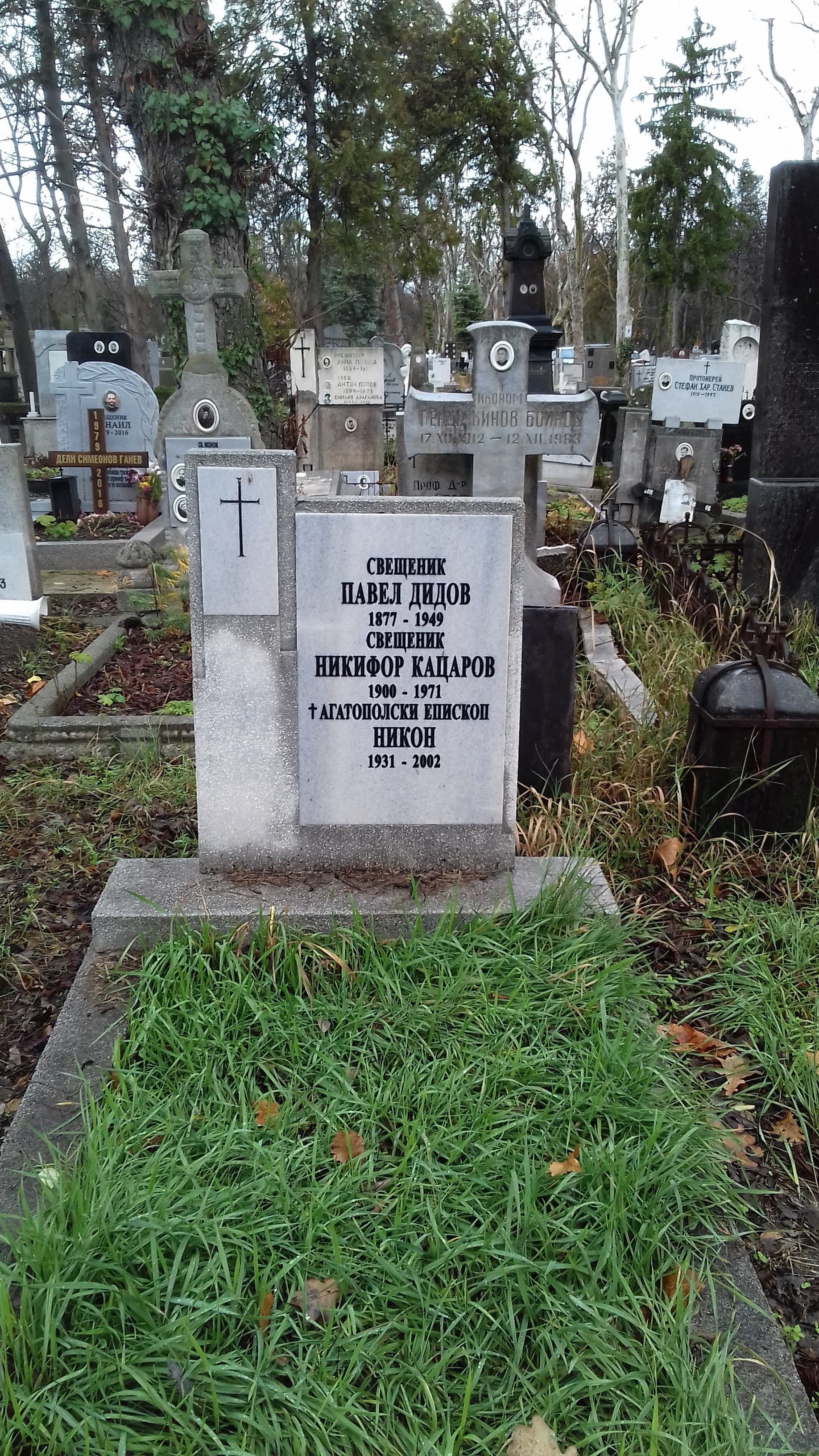
Могила епископа Никона

Родился 13 апреля 1931 года в селе Беловица (ныне Пловдивская область).  Детство провёл в родном селе, где получил основное и среднее образование.
В 1947 году поступил послушником в Рылский монастырь святого Иоанна Рыльского. 5 апреля 1958 года принял монашество под духовным руководством архимандрита Климента Рилеца. 5 мая того же года игуменом монастыря епископом Стобийским Варлаамом (Пешевым) рукоположён в сан иеродиакона.
В 1964 году окончил Софийскую духовную семинарию святого Иоанна Рыльского.
В 1965 году рукоположён в сан иеромонаха митрополитом Великотырновским Стефаном.
В 1969 году окончил Софийскую духовную академию.
С 1969 года служил в Великотырновской епархии митрополичьим диаконом с пребыванием в Преображенском монастыре.
С благословения Священного Синода в 1973 году иеромонах Никон отбыл в Россию, обучался в аспирантуре при Ленинградской духовной академии.
В 1976 году назначен протосингелом Великотырновской митрополии, в связи с чем в 1977 году возведён митрополитом Стефаном в сан архимандрита.
С 1984 года служил приходским священником в различных храмах, а также ефимерием в Мерданском монастыре сорока мучеников в Великотырновской епархии. 
В 1992 году присоединился к новосозданному «Альтернативному синоду». Здесь 31 августа 1994 года он получил епископский сан с титулом епископа Мелнишского.
1 октября 1998 года решением Всеправославного собора в Софии был «по крайнему снисхождению» принят в лоно Болгарской православной церкви в сане епископа с титулом «Агатополский» и назначен викарием Сливенской митрополии.
С июня 1999 года — епископ в распоряжении Священного Синода.
Внезапно скончался 25 февраля 2002 года во время телефонного разговора. Отпевание совершено 27 февраля в храме при Софийском центральном кладбище. Похоронен на центральном софийском кладбище.